# Jacques Toja
Jacques Camille Toja (Nizza, 1º settembre 1929 – Neuilly-sur-Seine, 23 marzo 1996) è stato un attore francese.

## Biografia
Grazie alla sua passione per il mondo del teatro, trasmessagli dal nonno, si iscrisse al Conservatoire à rayonnement régional di Nizza, per poi passare al Conservatoire national supérieur d'art dramatique di Parigi. Dopo aver studiato recitazione, nel 1955 apparve per la prima volta sullo schermo nel film La torre di Nesle di Abel Gance. Viene principalmente ricordato per il ruolo del re Luigi XIV di Francia nella serie di pellicole dedicata all'eroina Angelica.
Amministratore della Comédie-Française dal 1979 al 1983, e fondatore di attività per promuovere il teatro fra i giovani, nel 1991 venne insignito della nomina a ufficiale della Legion d'Onore.
Dopo la sua morte per cancro, venne sepolto a Nizza, dove una piazza è stata intitolata al suo nome.

## Filmografia

### Cinema
- Envoi de fleurs, regia di Jean Stelli (1950)
- La torre del piacere (La tour de Nesle), regia di Abel Gance (1955)
- L'amante pura (Christine), regia di Pierre Gaspard-Huit (1958)
- Capitan Fracassa (Le Capitaine Fracasse), regia di Pierre Gaspard-Huit (1961)
- I tre moschettieri (Les trois mousquetaires: Les ferrets de la reine), regia di Bernard Borderie (1961)
- La vendetta dei moschettieri (Les trois mousquetaires: La vengeance de Milady), regia di Bernard Borderie (1961)
- Angelica (Angélique, Marquise des Anges), regia di Bernard Borderie (1964)
- Angelica alla corte del re (Merveilleuse Angélique), regia di Bernard Borderie (1965)
- La meravigliosa Angelica (Angélique et le roy), regia di Bernard Borderie (1965)
- L'indomabile Angelica (Indomptable Angélique) (1967) Scene d'archivio
- Un giorno forse... (Aujourd'hui peut-être...), regia di Jean-Louis Bertuccelli (1991)

### Televisione
- La méprise, regia di Yves-André Hubert – film TV (1960)
- Elizabeth, la femme sans homme, regia di Roland-Bernard – film TV (1960)
- Le barbier de Séville ou La précaution inutile, regia di François Gir – film TV (1960)
- La reine offensée, regia di Dominique Rety – film TV (1961)
- Une visite de noces, regia di Claude Dagues – film TV (1964)
- Les murs, regia di Jean Kerchbron – film TV (1964)
- Le miroir à trois faces: Le barbier de Séville, regia di Alain Boudet – film TV (1964)
- Le legs, regia di Jean-Paul Sassy – film TV (1965)
- Sylvérie ou les fonds hollandais, regia di Michel Ayats – film TV (1965)
- Les femmes savantes, regia di Jean Pignol – film TV (1966)
- Festival de la couleur: Le chien du jardinier, regia di Edmond Tiborovsky – film TV (1968)
- Le profanateur, regia di Edmond Tiborovsky – film TV (1969)
- La joie de vivre – serie TV, 1 episodio (1969)
- Madame Quinze, regia di Jean-Roger Cadet – Speciale TV (1969)
- Au théâtre ce soir – serie TV, 1 episodio (1972)
- Les femmes savantes, regia di Jean Vernier – film TV (1972)
- Arsenio Lupin (Arsène Lupin) – serie TV, 1 episodio (1974)
- Tartuffe, regia di Pierre Badel – film TV (1975)
- Ondina (Ondine), regia di Raymond Rouleau – film TV (1975)
- Monsieur Teste, regia di Lazare Iglesis – film TV (1975)
- Les Mohicans de Paris – serie TV, 5 episodi (1975)
- Un souper chez Lauzun, regia di Georges Lacombe – film TV (1975)
- Hernani, regia di Raymond Rouleau – film TV (1975)
- La jalousie, regia di Raymond Rouleau – film TV (1976)
- Les amours sous la Révolution – serie TV, 1 episodio (1978)
- Les trois soeurs, regia di Jean-Marie Coldefy – film TV (1980)
- Créanciers, regia di Jean-Marie Coldefy – film TV (1981)
- Le pain de ménage, regia di Pierre Badel – film TV (1981)
- Les cinq dernières minutes – serie TV, 1 episodio (1985)
- Le crime de Mathilde, regia di Jean-Paul Carrère – miniserie TV (1985)
- La comtesse de Charny, regia di Marion Sarraut – miniserie TV, 2 episodi (1989)
- 4 omicidi in 48 ore (Le denier du colt), regia di Claude Bernard-Aubert – film TV (1990)
- Commissario Navarro (Navarro) – serie TV, 1 episodio (1991)
- La fidèle infidèle, regia di Jean-Louis Benoît – film TV (1995)

## Doppiatori italiani
- Cesare Barbetti in I tre moschettieri
- Sergio Graziani in Angelica
- Oreste Lionello in Angelica alla corte del re
- Pino Locchi in La meravigliosa Angelica